# 建国道意風区駅
建国道意風区駅（けんこくどういふうくえき）は中華人民共和国天津市河北区に位置する天津地下鉄2号線の駅。

## 駅構造
- 島式ホーム1面2線の地下駅で、ホームドア完備。出口はA～Dの4箇所ある。

## 歴史
- 2011年5月6日 - 午前5時頃、当駅 - 天津站駅間において漏水事故が発生したため、開業が延期される[1]。
- 2013年8月28日 - 工事が終了し、当駅が開業する[2]。

## 隣の駅
- ■2号線

東南角駅 - 建国道意風区駅 - 天津站駅